# Аптека 9-1-1
Аптека 9‑1‑1 — одна з найбільших аптечних мереж України, функціонує як інтернет‑супермаркет ліків із мережею партнерських аптек по країні.

## Історія
Заснована в 1996 році в Харкові компанією ТОВ «Гамма‑55». 
Власницями є Ануш Ашотовна Данієлян і Нуне Сейрановна Данієлян, проте фактичним кінцевим бенефіціаром мережі є Ашот Сережаєвич Данієлян, який також значиться як засновник та бенефіціар ТОВ «Гамма‑55» та понад шістдесяти інших фармкомпаній.

## Корпоративна структура
Управляюча компанія: ТОВ «Гамма‑55» (Харківська область), на яку зареєстровано майже 70 юридичних осіб, що управляють 1 813 аптеками (станом на 2025). 
Ашот Даніелян значиться власником численних реєстрацій торгових марок «Аптека 9‑1‑1»

## Бізнес‑модель та ринкова позиція
У 2025 році мережа має близько 1 813 аптечних точок, переважно через 68 юридичних осіб. 
Частка ринку за обсягом продажів — 13,7 %, що дає друге місце серед аптечних мереж в Україні. 
Має приватну торгівельну марку Solution Pharm, активно розвиває телемедичні сервіси й логістику.

## Критика цінової політики
Аптечна мережа «9‑1‑1», разом з іншими найбільшими гравцями фармацевтичного ринку України («АНЦ», «Подорожник», «Бажаємо здоров’я» та «Аптека Доброго Дня»), станом на 2024 рік контролює близько 70 % роздрібного ринку лікарських засобів. Частка самої «9‑1‑1» перевищує 1 800 аптек по країні.
Аналітики та учасники ринку зазначають, що така концентрація призводить до фактичної відсутності конкуренції та дає змогу великим мережам, зокрема «9‑1‑1», встановлювати завищені ціни на ліки. ЗМІ описують ситуацію як «картельну змову», де великі гравці диктують цінову політику, позбавляючи споживачів альтернатив.
Підвищені ціни в аптеках великих мереж, зокрема в «9‑1‑1», викликали громадське обурення та призвели до втручання держави: на початку 2025 року уряд України запровадив граничні націнки на медикаменти з метою знизити кінцеву вартість ліків до 30 %, що стало реакцією на публічну критику, зокрема від Президента Володимира Зеленського.
Попри рекламовані програми лояльності та знижки, експерти фіксують, що заявлені акції не компенсують загальну дорожнечу препаратів у мережі. Особливо це стосується рецептурних та імпортних лікарських засобів, ціни на які залишаються вище середньоринкових.